# Estadio Central (Volgogrado)
El estadio Central (en ruso: Центральный стадион, Tsentralnyi Stadion) fue un estadio multiusos situado en la ciudad de Volgogrado, Rusia. El estadio fue inaugurado en 1962 y tenía una capacidad para 32.120 espectadores. En 2014 el recinto fue demolido y en su lugar se construyó un nuevo estadio para la Copa Mundial de Fútbol de 2018, que tiene una capacidad de 45.568 espectadores. En este estadio disputó sus partidos como local el Rotor Volgogrado.

## Historia
El estadio fue inaugurado en 1962 en un partido amistoso entre la selección de fútbol de la URSS y la selección olímpica de fútbol de la URSS. En 1963 Fidel Castro dio un discurso en el estadio tras visitar Volgogrado. En 1988, en el Estadio Central de Volgogrado se organizó un importante torneo de atletismo, el Memorial Znamensky. En 1990, Ian Gillan dio un concierto en el estadio.
En 2002, el estadio central acogió un partido de Clasificación para la Eurocopa 2004. Rusia se enfrentó y venció 4-1 a la selección de Albania. El estadio ha sido visitado por algunos de los mejores clubes europeos en los que el Rotor disputó competiciones europeas como el Manchester United, el Nantes, Girondins Bordeaux o el Lazio.